# Cool World
 Cool World  (Una rubia entre dos mundos, en castellà) és una pel·lícula estatunidenca dirigida per Ralph Bakshi, estrenada el 1992. Destaca per la mescla d'imatge real i animació tradicional, realitzada a l'estil de la pel·lícula del 1988 Qui ha enredat en Roger Rabbit? de Robert Zemeckis i Richard Williams.

## Argument
Famós dibuixant dels dibuixos animats "Cool World", l'existència de Jack Deebs (Gabriel Byrne) agafa un gir inesperat: a la menor ocasió, la realitat es disgrega per transportar-lo en l'univers fictici de la seva imaginació. Allà, és seduït per la criatura de somni Holli Would, mentre que el detectiu Frank Harris (Brad Pitt), també presoner d'aquest univers delirant, fa d'esgarria-criatures.

## Repartiment
- Kim Basinger: Holli Would
- Gabriel Byrne: Jack Deebs
- Brad Pitt: el detectiu Frank Harris
- Michele Abrams: Jennifer Malley
- Deirdre O'Connell: Isabelle Malley
- Janni Brenn: Agatha Rose Harris

## Al voltant de la pel·lícula
- El rodatge s'ha desenvolupat a Las Vegas.
- Per interpretar els personatges de Jack Deebs i Holli Would, Ralph Bakshi havia pensat primer de tot en Brad Pitt i Drew Barrymore. La producció va pensar igualment en Traci Lords per al paper d'Holli Would.
- La primera versió del guió, escrita per Ralph Bakshi, va ser venuda com una pel·lícula de terror barrejant preses de vistes reals i animades, amb un dibuixant que té relacions amb un cartoon i engendrant un nen capaç de viatjar entre els dos mons. Els productors van demanar una reescriptura completa del guió sense parlar-ne al cineasta.
- En el guió original de Ralph Bakshi, el personatge d'Holli Would es deia Debbie Dallas, en referència a la pel·lícula pornogràfica Debbie Does Dallas (1978).

## Banda original
- Play With Me, interpretada per Thompson Twins
- My Ideal, interpretada per Leo Robin, Richard A. Whiting i Newell Chase
- Under, interpretada per Brian Eno
- N.W.O., interpretada per Ministry
- Ah-Ah, interpretada per Moby
- The Devil Does Drugs, interpretada per My Life with the Thrill Kill Kult
- The Witch, interpretada per The Cult
- Holli's Groove, interpretada per My Life with the Thrill Kill Kult
- Sex On Wheelz, interpretada per My Life with the Thrill Kill Kult
- Do That Thang, interpretada per Da Juice
- Papua New Guinea, interpretada per The Future Sound of London
- Next Is the E, interpretada per Moby
- Her Sassy Kiss, interpretada per My Life with the Thrill Kill Kult
- Industry And Seduction, interpretada per Tom Bailey
- Mindless, interpretada per Mindless
- Sedusa, interpretada per My Life with the Thrill Kill Kult
- Let's Make Love, interpretada per Kim Basinger i Frank Sinatra Jr.
- Disappointed, interpretada per Electronic
- Real Cool World, interpretada per David Bowie
- That Old Black Magic, interpretada per Frank Sinatra Jr.

## Nominacions
- Nominació al premi de la dona més desitjable per a Kim Basinger, als MTV Movie Awards 1993.
- Nominació al premi de la pitjor actriu per a Kim Basinger, en els Premi Golden Raspberry 1993.